# Melita Ruhn
Melita Ruhn coniugata Fleischer (Sibiu, 19 aprile 1965) è un'ex ginnasta rumena vincitrice di tre medaglie ai Giochi olimpici di Mosca 1980.

## Biografia

### Carriera
Ruhn si avvicina alla ginnastica artistica all'età di 7 anni a Sibiu nella locale scuola sportiva. Più tardi si aggregherà alla nazionale rumena di ginnastica riunita a Deva sotto la guida di Béla Károlyi. Parteciperà alla sua prima competizione internazionale nel 1979 agli Europei di Copenaghen, classificandosi quinta nel concorso individuale. Nello stesso anno fece parte del team, composta da Nadia Comăneci, Rodica Dunca, Emilia Eberle, Dumitriţa Turner e Marilena Vlădărău, che vinse la medaglia d'oro a squadra ai campionati mondiali di Fort Worth, contribuendo nei quattro eventi previsti dalla gara. Inoltre ha conquistato, nel corso della medesima manifestazione, la medaglia di bronzo nel concorso individuale e nel corpo libero, mentre si è classificata settima nel volteggio e ottava alla trave.
Nel 1980 è tra le ginnaste a vincere la medaglia d'argento olimpici a Mosca 1980. A Mosca vinse anche due medaglie di bronzo nel volteggio ed alle parallele asimmetriche, pari merito con Marija Filatova e Steffi Kräker.

### Ritiro
Si ritirò dalle competizioni all'età di 17 anni, nel 1982. Ultimerà gli studi universitari ad indirizzo sportivo e lascerà la Romania nel 1990, rifugiandosi in Germania e riunendosi con quello che sarebbe diventato il suo futuro marito.

## Palmarès
| Anno | Manifestazione  | Sede       | Evento       | Risultato | Prestazione | Note |
| ---- | --------------- | ---------- | ------------ | --------- | ----------- | ---- |
| 1979 | Mondiali        | Fort Worth | Squadre      | Oro       | -           |      |
| 1979 | Mondiali        | Fort Worth | Individuale  | Argento   | -           |      |
| 1979 | Mondiali        | Fort Worth | Corpo libero | Bronzo    | -           |      |
| 1979 | Mondiali        | Fort Worth | Volteggio    | 7ª        | -           |      |
| 1979 | Mondiali        | Fort Worth | Trave        | 8ª        | -           |      |
| 1980 | Giochi olimpici | Mosca      | Squadre      | Argento   | -           |      |
| 1980 | Giochi olimpici | Mosca      | Volteggio    | Bronzo    | -           |      |
| 1980 | Giochi olimpici | Mosca      | Parallele    | Bronzo    | -           |      |